# Saskia Esken
Saskia Esken (Stuttgart, 1961. augusztus 28. –) német szociáldemokrata politikus, 2019 és 2025 között Németország Szociáldemokrata Pártja (SPD) társ-elnöke.

## Életpályája
2013-ban  a Bundestag képviselője lett.
Az SPD 2019-es bázisdemokratai elnökválasztásban Norbert Walter-Borjans-szel nyert, így a 2019. decemberi pártkongresszusra jelölték az SPD új társ-elnökévé.